# Pizzero

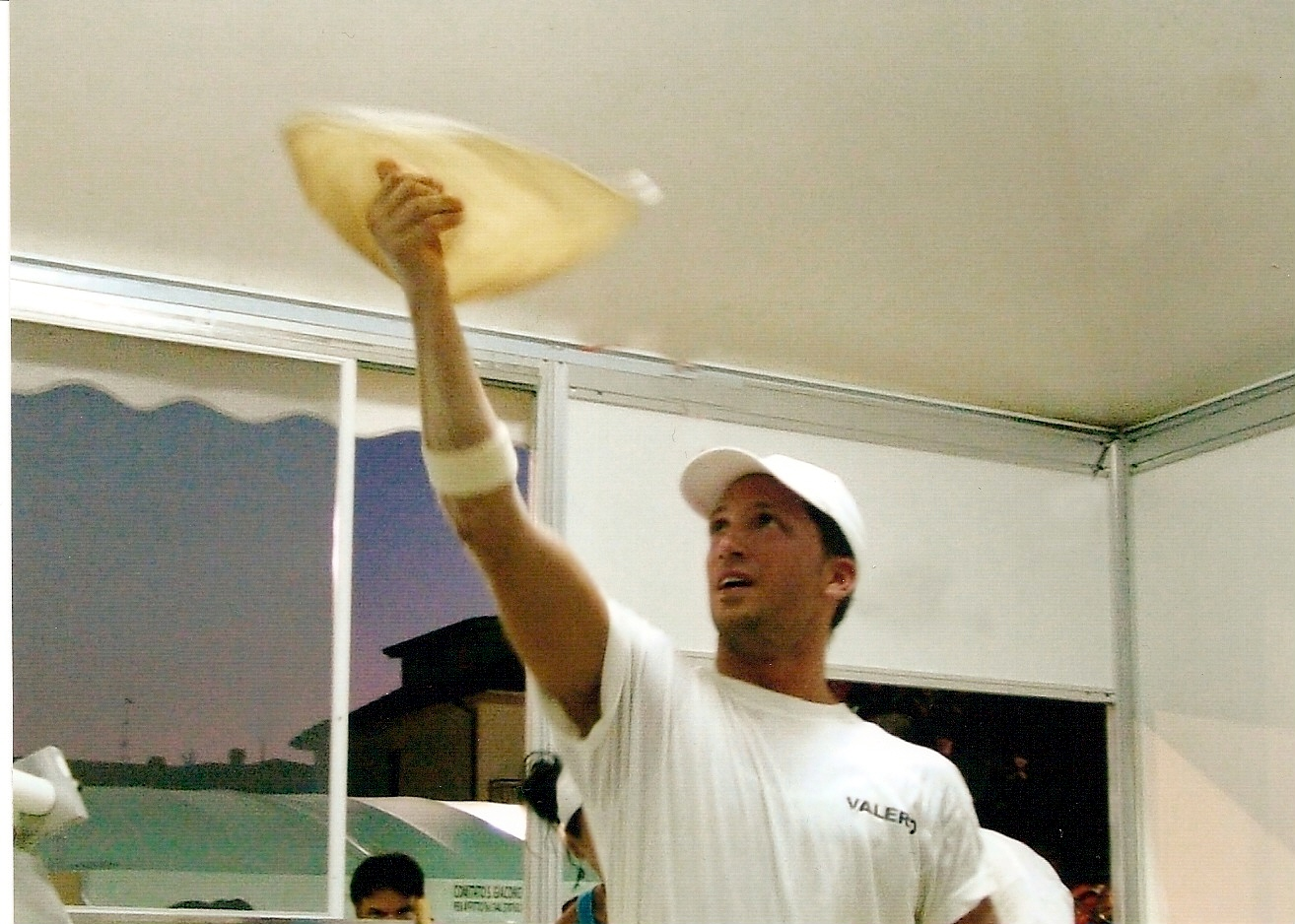
Pizzaiolo acrobático.

Un pizzero (en italiano: pizzaiolo, pl. pizzaioli; en napolitano: pizzaiuolo, pl. pizzaiuoli) es toda aquella persona dedicada a la preparación o venta de pizzas, generalmente en una pizzería. Este desempeño surge en la Italia preunificada, anterior al siglo XIX.

## Historia
El vocablo aparece por primera vez en un documento fechado de agosto de 1799, donde Gennaro Majello, en ejercicio de la profesión de pizzero, interpuso recurso ante la Polizia Generale napolitana tras los daños sufridos en su negocio (bottega), en tiempos de la antigua República Partenopea.
Se estima que en el Nápoles de principios del siglo XIX, el oficio de pizzero era ejercido por más de medio centenar de personas. Gracias a la aplicación de una ley en 1807 que establecía la Legge sul diritto di bollo sobre todas las botteghe (pl. de bottega), se creó una lista nominativa de todos los comerciantes de la ciudad (tavernari, trattori, licoristi, sorbettieri, caffetieri,…), en la cual aparecen 55 pizzajuoli con bottega propia. Al igual que los casqueros, verduleros y herboristas con tiendas propias, los pizzeros se clasificaron al final de las categorías socioprofesionales, pagando una licencia anual de 4 ducados. 
En una de sus novelas, Francesco Mastriani, retrata a un pizzero como una persona sucia, siempre vestido con una camisa manchada de vino y con las manos grasientas.
La profesión de pizzero, por aquel entonces concentrada en los barrios del centro de la ciudad, se afianza y su número se duplica en un censo de 1871. A partir de entonces, la pizza es consumida por todas las capas de la sociedad hasta convertirse en uno de los principales símbolos de la napolinità.
A menudo representados en la iconografía del siglo XIX, otros dos oficios asociados a este nuevo negocio son el pizzero ambulante, quien vende pizzas pero no las cocina, y el vendedor de pizza frita a oggi ad otto, es decir, una venta que permitía retrasar el pago hasta ocho días después de su consumo.
El 7 de diciembre de 2017, la UNESCO anunció que L'arte tradizionale dei Pizzaiuoli napoletani ('el arte tradicional de los pizzaiuoli napolitanos') formaría parte del patrimonio cultural inmaterial de la humanidad.